# Gotham City
Gotham City är en fiktiv stad i USA, där seriehjälten Batman bor. Staden ska ha grundats av en norsk legosoldat 1635, men senare tagits över av britter.
Staden omnämns för första gången 1941, innan dess ägde Batmans äventyr rum i New York eller en annan, icke namngiven stad. Namnet Gotham är även ett äldre smeknamn för New York.
I staden finns även Arkham Asylum, ett mentalsjukhus för psykiskt sjuka människor där grova brottslingar spärras in av bland andra Batman.